# Associazione Calcio Siena 1976-1977
Questa voce raccoglie le informazioni riguardanti l'Associazione Calcio Siena nelle competizioni ufficiali della stagione 1976-1977.

## Rosa
| N. |                   | Ruolo | Calciatore             |
| -- | ----------------- | ----- | ---------------------- |
|    | Italia (bandiera) | A     | Giancarlo Colombi      |
|    | Italia (bandiera) | P     | Ferdinando De Filippis |
|    | Italia (bandiera) | A     | Emilio Ferranti        |
|    | Italia (bandiera) | C     | Luciano Gavazzi        |
|    | Italia (bandiera) |       | Gherardini             |
|    | Italia (bandiera) | D     | Giuliano Giani         |
|    | Italia (bandiera) | D     | Riccardo Giovanardi    |
|    | Italia (bandiera) |       | Iaconi                 |
|    | Italia (bandiera) | C     | Raffaele Iesari        |
|    | Italia (bandiera) | D     | Walter Noccioli        |

| N. |                   | Ruolo | Calciatore        |
| -- | ----------------- | ----- | ----------------- |
|    | Italia (bandiera) | D     | Aldo Notari       |
|    | Italia (bandiera) |       | Pannocchia        |
|    | Italia (bandiera) | A     | Eugenio Pazzaglia |
|    | Italia (bandiera) | C     | Enzo Rambotti     |
|    | Italia (bandiera) | C     | Gaetano Salvemini |
|    | Italia (bandiera) | C     | Fabio Simoni      |
|    | Italia (bandiera) | P     | Romano Toni       |
|    | Italia (bandiera) | D     | Gerardo Tosolini  |
|    | Italia (bandiera) | D     | Oliviero Zorzetto |